# Zvjezdarnica
Zvjezdarnica ili astronomski opservatorij je astronomska institucija opremljena za znanstvena opažanja nebeskih tijela; u širem smislu zvjezdarnica je i radioastronomska institucija te svemirska letjelica koja svemir istražuje izvan atmosfere. Zvjezdarnice se razlikuju po opremi koju rabe, kao što su primjerice:
- Astrometrija
- Astrofizika
- Radio astronomija

## Povijest
U prapovijesno doba za orijentaciju na tlu i na nebu bile su postavljane monolitne konstrukcije; primjer je Stonehenge. U starom su se vijeku za motrenje neba rabile visoke građevine, u Mezopotamiji zigurati, na Yucatánu piramide, a postojali su astronomski instrumenti za mjerenje smjerova i kutova. Poznate su bile zvjezdarnice u Damasku, Bagdadu i Samarkandu. U Europi je prva moderna zvjezdarnica osnovana u 15. stoljeću u Nürnbergu. Godine 1576. Tycho Brahe podigao je u Danskoj dvije zvjezdarnice, a zatim su utemeljene pariška u Meudonu 1667., londonska u Greenwichu 1675., berlinska 1711., uppsalska 1741., bečka 1753., talijanska u Breri 1764., koju je gradio Ruđer Bošković, zatim u Pulkovu kraj Sankt Peterburga 1839., s tada najvećim refraktorom promjera 38 centimetara, i druge. Bilo je i privatnih zvjezdarnica, na primjer ona u Engleskoj F. W. Herschela, koji je 1789. postavio teleskop reflektor otvora 1,2 metar. Najveći teleskop u razdoblju 1845. do 1917. bio je zrcalni, Leviathan of Parsonstown, otvora 1,8 metar, što ga je u Irskoj izgradio W. P. Rosse. Godine 1896. utemeljena je zvjezdarnica u Edinburgu, a 1898. zvjezdarnica Ondřejov u Češkoj. Od 1829. djeluje zvjezdarnica u Cape Townu (Južnoafrička Republika), gdje je smješteno danas najveće zrcalo (11 metara), ali nepokretno.
Razvojem gradova i jačanjem umjetne rasvjete, zvjezdarnice su se počele graditi u planinskim krajevima, dok su gradske zvjezdarnice pretvarane u znanstvene urede ili institucije za popularizaciju astronomije. Prvom naseljenom zvjezdarnicom na planini smatra se Lickova zvjezdarnica na Mount Hamiltonu u Californiji (1280 metara nad morem), s refraktorom otvora 91 cm, postavljenim 1888. Na zvjezdarnici Yerkes u Williams Bayu u Wisconsinu postavljen je 1897. refraktor tada najvećeg otvora (102 centimetara). Godine 1917. počeo je s radom Hookerov teleskop otvora 2,5 metara na planini Mount Wilson u Californiji (1740 metara nad morem), a 1948. Haleov teleskop otvora 5 metara na planini Mount Palomar u Californiji (1710 metara nad morem). Svi ti teleskopi imali su ekvatorijalnu montažu. Zbog velike težine, od postavljanja teleskopa BTA (rus. Bol’šoj teleskop al’tazimutal’nyj) na planini Pastuhov, Rusija (1974.), koji ima otvor od 6 metara, veliki teleskopi postavljaju se u altazimutnu montažu, u kojoj se njihovo pomicanje i navođenje u smjerovima horizontskih koordinata obavlja s pomoću računala. Veće zvjezdarnice u SAD-u nalaze se i na Kitt Peaku, Arizona (2100 m n.m.), s teleskopom Mayall otvora 4 m, na Mount Hopkinsu (2600 m n.m.), sa sunčanim vakuumskim teleskopom otvora 0,7 metara, na Mount Grahamu (1200 m n.m.), s velikim binokularnim teleskopom s dvama zrcalima, promjera 8,4 metara. U drugim zemljama poznatije su zvjezdarnice: Pic du Midi (Francuska, 2880 m n.m., 1878.), David Dunlap (Kanada, 1935.), Asiago (Italija, 1942.), Krimska zvjezdarnica (1945.), Anglo-australska zvjezdarnica (1971.), zvjezdarnica Calar Alto (Španjolska, 2170 m n.m., 1975.).
Sredinom 20. stoljeća velika većina zvjezdarnica bila je na sjevernoj Zemljinoj polutki. Radi istraživanja južne nebeske polutke grade se zvjezdarnice uglavnom u međunarodnoj suradnji na visokim planinama, kao na Kanarskim otocima, Havajima te u Čileu, gdje prevladava suha klima. Naglomu razvoju astronomske instrumentalne tehnike na tlu pridonosi uvođenje metoda kojima se zaobilazi utjecaj nemirne i nehomogene atmosfere, takozvane tehnike aktivne i adaptivne optike. Rad s pomoću računala pak omogućuje vođenje astronomskih opažanja s daljine.
Najveća svjetska zvjezdarnica za vidljivo, infracrveno i submilimetarsko područje utemeljena je 1967. na havajskom otoku Mauna Kea (4200 metara nad morem). Veći su teleskopi Keck 1 i Keck 2 sa segmentiranim zrcalima i otvorom od 8,4 metara (promjera 10 metara), teleskop Subaru otvora 8,3 m, submilimetarski teleskop J. C. Maxwell otvora 15 m. Zvjezdarnica Roque de los Muchachos na kanarskom otoku La Palma (2400 m n.m.) ima Gran Telescopio Canarias otvora 10,4 m, te Švedski solarni teleskop s objektivom od taljena kremena promjera 1 m i vakuumiranim tubusom, od 1979.
Europski južni opservatorij (ESO) djeluje u Čileu, na brdu La Silla (2400 m n.m.) u pustinji Atacama i na planini Cerro Paranal (2600 m n.m. Na La Silli je od 1989. djelovao NTT (eng. New Technology Telescope) otvora 3,6 m, koji je u astronomska opažanja uveo tehniku aktivne optike, to jest računalne korekcije slike. Na planini Cerro Paranal postavljen je Vrlo veliki teleskop ili VLT (eng. Very Large Telescope), koji se sastoji od četiriju segmentiranih zrcalnih teleskopa otvora 8,2 m. U Čileu se zvjezdarnice nalaze na još nekoliko mjesta, na primjer zvjezdarnica Cerro Tololo (1962.) ima dva teleskopa Gemini otvora 8,1 m, jedan je postavljen na Cerro Pachonu, drugi na havajskom otoku Mauna Kea, a zvjezdarnica La Campanas na 2500 m ima nekoliko velikih teleskopa. Za promatranje Sunca postoje posebni opservatoriji, kao Sunčani opservatorij Big Bear usred jezera Big Bear u SAD-u.

### Radioastronomski opservatoriji
Radioastronomski su opservatoriji Arecibo u Portoriku, gdje je 1963. postavljen najveći pojedinačni nepokretni kolektor promjera 305 metara; veći upravljivi radioteleskopi jesu: od 105 m u Green Banku (SAD), od 100 m u Effelsbergu (Njemačka, 1971.), od 76 m u Jodrell Banku (Engleska, 1945.), zatim u Narrabriju i u Parkesu u Australiji, u Sierra Negri u Španjolskoj, radioinerferometrijski postav opservatorija Mullard u Engleskoj, VLA postav u SAD-u i radioteleskopska interkontinentalna mreža velike baze (dugobazična interferometrija ili VLBI).

### Astronomski sateliti
Zbog apsorpcije zračenja u atmosferi, astronomski instrumenti za kraće valne duljine moraju se postaviti izvan atmosfere. U tu svrhu lansirano je već više od stotinu svemirskih letjelica, na primjer Hipparcos (1989. – 1993.) za astrometriju i fotometriju, Halca (1997. – 2005.) za radiovalove, Hubbleov svemirski teleskop (1990.) za vidljivo i blisko infracrveno zračenje, SOHO (1995.) za promatranje Sunca postavljen u stabilnu Lagrangeovu točku L1, Spitzer (2003.) za infracrveno zračenje, GALEX (2003.) za ultraljubičasto, Chandra (1999.) za rendgensko zračenje, Swift (2004.) za gama-zrake. Za gama-zrake vrlo malih valnih duljina na zvjezdarnicama se postavljaju teleskopi koji bilježe svjetlost koju posredno uzrokuje gama-zračenje (Čerenkovljevi teleskopi). Za detekciju neutrina i čestica kozmičkih zraka koriste se podzemni detektori kao Super-Kamiokande i Neutrinski opservatorij Sudbury.

### Zvjezdarnice u Hrvatskoj
U Hrvatskoj je 1869. bila osnovana Zvjezdarnica u Puli kao dio Hidrografskog ureda (Hidrografski zavod u Puli). Namjena joj je bila obavljanje astronomskih mjerenja za potrebe mornarice, a obavljala su se i znanstvena istraživanja (traženje planetoida, kometa i promjenljivih zvijezda). Tijekom Drugog svjetskog rata, prilikom savezničkoga bombardiranja, zvjezdarnica je u potpunosti razorena.
Zvjezdarnica u Zagrebu osnovana je 1903. na poticaj Hrvatskoga naravoslovnog družtva (Hrvatsko prirodoslovno društvo), i O. Kučere, koji je bio i njezin prvi upravitelj (1903. – 1913.). Namjena joj je, uz znanstveni rad, bila i promicanje astronomije kao dijela prirodnih znanosti o kojima je Hrvatsko naravoslovno družtvo vodilo brigu. Tijekom stoljetnoga rada doživjela je različite promjene u svojem upravljanju, no uvijek je zadržavala svoju popularizatorsku i obrazovnu djelatnost. Tijekom Drugog svjetskog rata bila je zatvorena, a ponovno je otvorena 13. kolovoza 1945. Za upravljanja G. Divjanovića (1954. – 1978.) razvio se popularizatorski i stručni rad s mladima te izdavačka djelatnost u okviru Hrvatskoga prirodoslovnog društva (niz znanstveno-popularnih knjižica, časopis Čovjek i svemir i drugo). Od 1961., kada je bio osnovan esperantsko-astronomski Kamp prijatelja mira u Primoštenu, u okviru rada zvjezdarnice organiziraju se ljetni astronomski kampovi, redom na Cresu, Hvaru, Malom Lošinju, u Fažani te do danas u Prvić Luci kraj Šibenika, s iznimkom ratnih godina 1992. – 1994., kada je Kamp održan u Trakošćanu. Novi je preporod zvjezdarnica doživjela osamostaljenjem Hrvatske, te uz popularizatorski razvija mogućnosti i za stručno-znanstveni rad postavljanjem novoga, računalom upravljanoga teleskopa (2007.), filtra i detektora za promatranje aktivnosti Sunca u H-α liniji (2008.) te detektora za kozmičko zračenje (2008.), konstruiranog u suradnji s Odjelom za kozmičko zračenje Alikhanianova instituta za fiziku iz Armenije, koji je donirao opremu. Taj detektor, jedini u Hrvatskoj, dio je međunarodne mreže u okviru projekta pod okriljem UN-a. Zvjezdarnica u Zagrebu dobitnik je Državne nagrade tehničke kulture "Faust Vrančić" (1988.) te Plakete Grada Zagreba prilikom stote obljetnice (2003.).
Od 1972. djeluje znanstvena ustanova Opservatorij Hvar, od 1985. Zvjezdano selo Mosor, a od 1992. Zvjezdarnica u Višnjanu, osnovana odlukom Amaterskog astronomskoga društva Višnjan, gdje je astronomska aktivnost počela 1978. U svojem djelovanju istaknula se astrometrijskim mjerenjima i otkrićima malih nebeskih tijela (planetoida i kometa). Kako je do sredinom 2005. na njoj otkriveno 1 750 planetoida ili asteroida, te je godine postala astronomski institut. Daljnjim otkrićima planetoida, institut u Višnjanu pripada među dvanaest najproduktivnijih zvjezdarnica u svijetu. Kako je zbog porasta neekološke rasvjete na području cijele Istre razina sjaja noćnoga neba porasla preko kritične, te je bio otežan, odnosno onemogućen istraživački rad, sagrađena je zvjezdarnica u 3 kilometara udaljenom Tičanu, koja je otvorena 2009. Nova zvjezdarnica, kao i stara, uz znanstveni rad, predviđena je i za edukaciju novih naraštaja učenika iz Hrvatske i svijeta putem ljetne škole astronomije, koja se redovito održava.